# Wafa Sultan

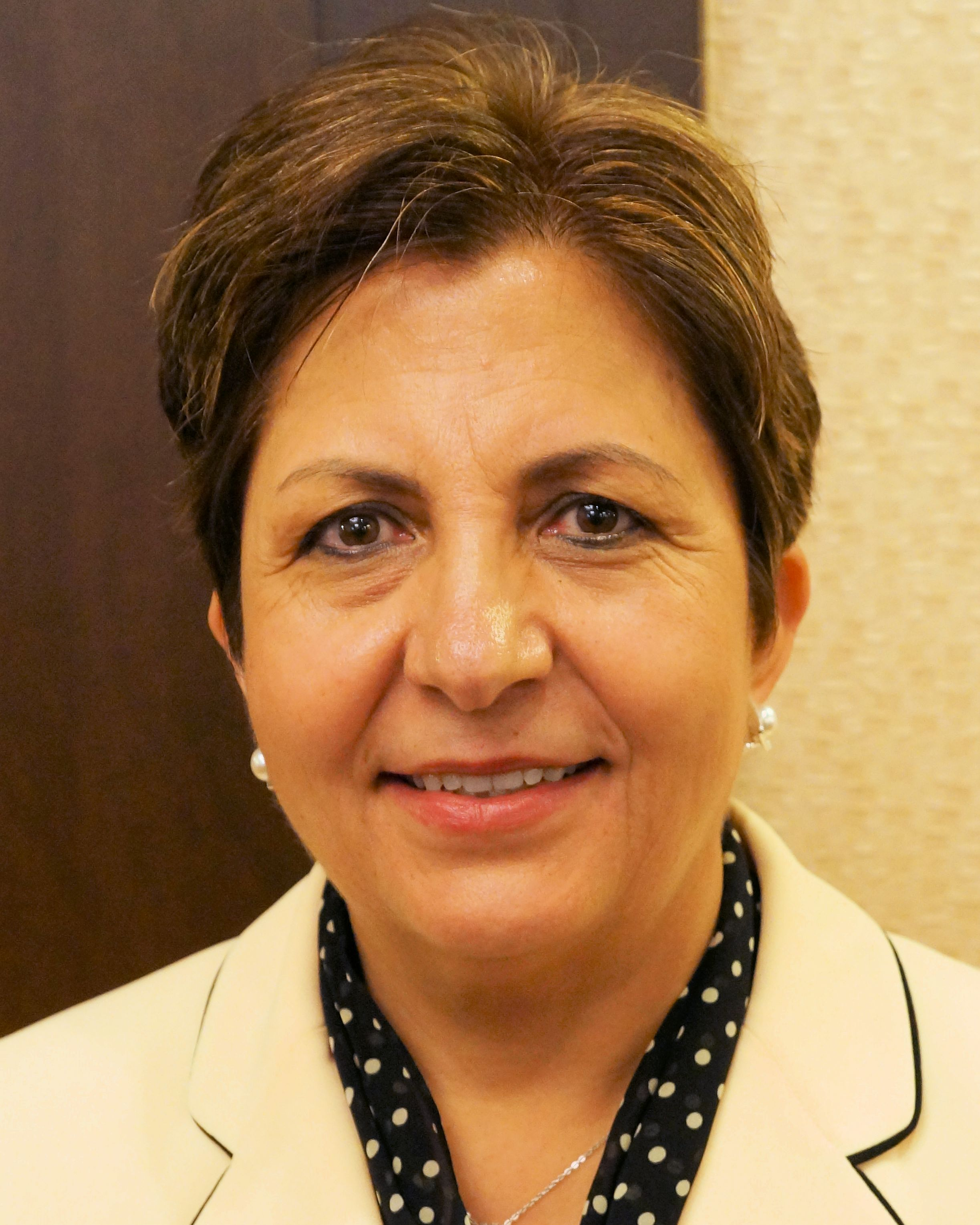
Wafa Sultan, 2012.

Wafa Sultan (arabiska: وفاء سلطان), född 14 juni 1958 i Baniyas i Syrien, är en syrisk-amerikansk författare och islamkritiker bosatt i Los Angeles i Kalifornien. Hon är även utbildad psykiatriker.
2006 fanns Wafa Sultan med på Time Magazines lista över världens 100 mest inflytelserika personer.
Wafa Sultan har deltagit i debatter om Mellanöstern och islam sedan 11 september 2001, men är mest känd för sitt framträdande i ett debattprogram i Al-Jazeera den 21 februari 2006.